# Angel Martino
Angelina L. Martino, nata Myers, coniugata Sims, detta Angel (Tuscaloosa, 25 aprile 1967), è un'ex nuotatrice statunitense.
Specializzata nello stile libero e nel dorso, ha vinto sei medaglie ai Giochi olimpici di Barcellona 1992 e di Atlanta 1996.

## Palmarès
- Giochi olimpici

Barcellona 1992: oro nella 4x100m sl e bronzo nei 50m.
Atlanta 1996: oro nella 4x100m sl e nella 4x100m misti, bronzo nei 100m sl e nei 100m farfalla.
- Mondiali

Roma 1994: argento nella 4x100m sl.
- Mondiali in vasca corta

Palma di Maiorca 1993: oro nei 100m dorso, argento nei 50m sl e nei 100m sl, bronzo nella 4x100m sl e nella 4x100m misti.
- Giochi PanPacifici

Brisbane 1989: oro nei 200m misti e nei 100m farfalla.
Edmonton 1991: oro nei 100m sl e nella 4x100m sl e argento nei 50m sl.
Kobe 1993: oro nella 4x100m sl e nella 4x100m misti, argento nei 50m sl e bronzo nei 100m sl.
Atlanta 1995: oro nella 4x100m sl.
- Giochi panamericani

Mar del Plata 1995: oro nei 50m sl, nei 100m sl, nella 4x100m sl e nella 4x100m misti.